# Cachaça
Pour les articles homonymes, voir Cachaça (homonymie).
 (août 2023).
Si vous disposez d'ouvrages ou d'articles de référence ou si vous connaissez des sites web de qualité traitant du thème abordé ici, merci de compléter l'article en donnant les références utiles à sa vérifiabilité et en les liant à la section « Notes et références ».

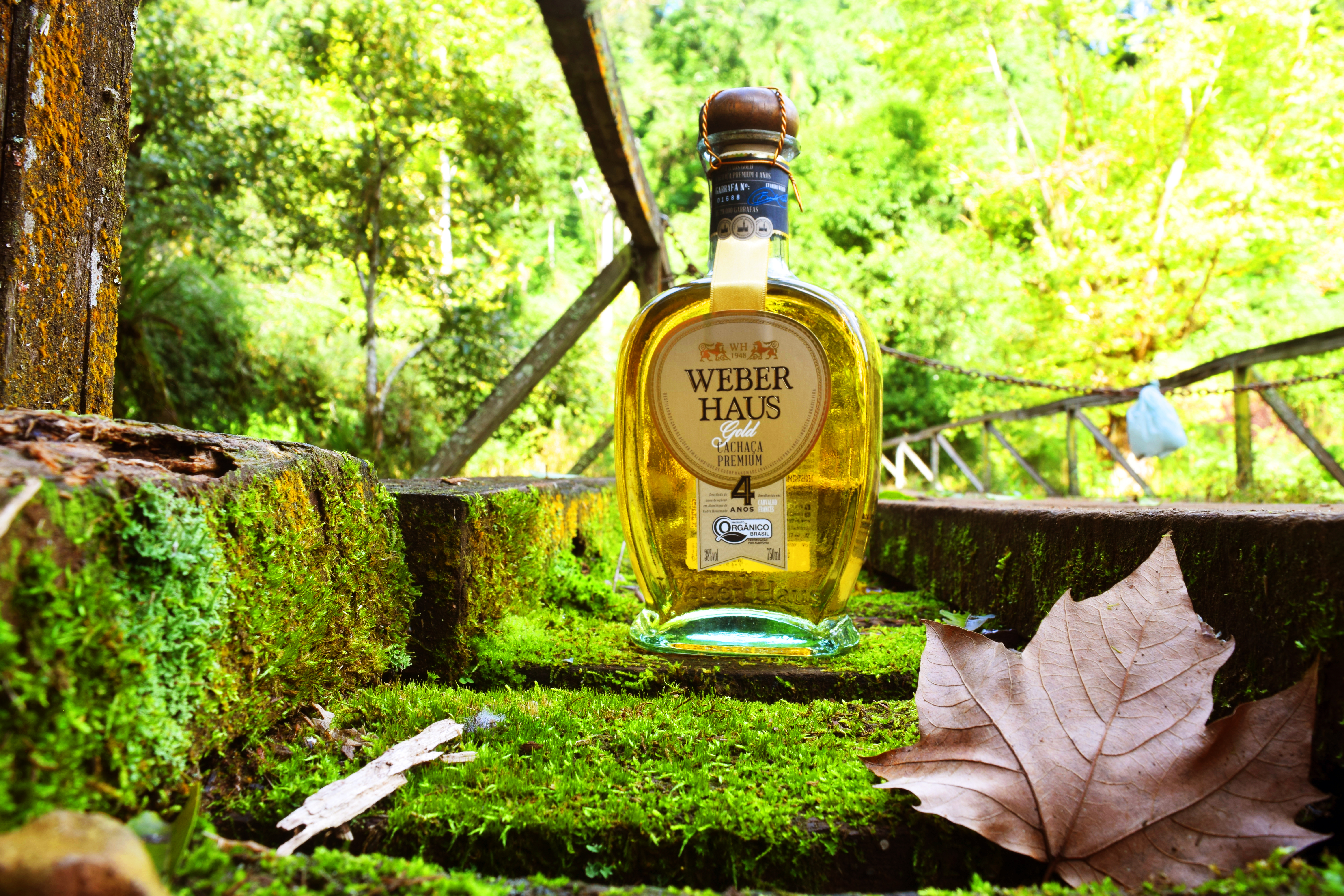
Cachaça artisanale.

La cachaça, pinga, cana, cachasa, ou cachase, est une boisson distillée brésilienne obtenue par fermentation puis distillation du vesou (en portugais : garapa), le jus frais de canne à sucre. Ce spiritueux, qui est plus ancien que le rhum, est consommé pur dans la version cachaça artisanale 100% cœur de chauffe (la plus noble partie de la distillation) ou utilisé comme l'ingrédient de base du cocktail phare du Brésil la caïpirinha.

## Histoire
La cachaça est une boisson d'une grande importance culturelle, sociale et économique pour le Brésil, et est directement liée au début de la colonisation portugaise du pays et à l'industrie sucrière qui, étant basée sur la même matière première que la cachaça, a permis la mise en place d'établissements de "cachaceiros" qui sont les amateurs de la cachaça.
La première plantation de canne à sucre connue au Brésil a été réalisée en 1504 par Fernão de Noronha sur l'île qui porte son nom. Et il y a des références selon lesquelles le premier moulin à sucre a été construit en 1516, dans l'usine d'Itamaracá, créée par le roi Dom Manuel I du Portugal sur la côte de l'actuel état de Pernambuco et confiée à l'administrateur colonial Pero Capico, le premier « Gouverneur das Partes do Brasil». Dans les années 1530, les premiers concessionnaires portugais lancèrent des entreprises sur les terres de l'Amérique portugaise, notamment dans les capitaineries de Pernambuco et de São Vicente, en créant des moulins à sucre. Ainsi, dans la nouvelle colonie portugaise, apparaissent les premiers centres de peuplement et d'agriculture. Bien qu'il n'y ait pas de trace précise du lieu réel où a commencé la première distillation de la cachaça, on peut dire qu'elle a eu lieu sur le territoire brésilien, dans une sucrerie de la côte, entre les années 1516 et 1532, étant donc la premier distillat d'Amérique latine[réf. nécessaire].

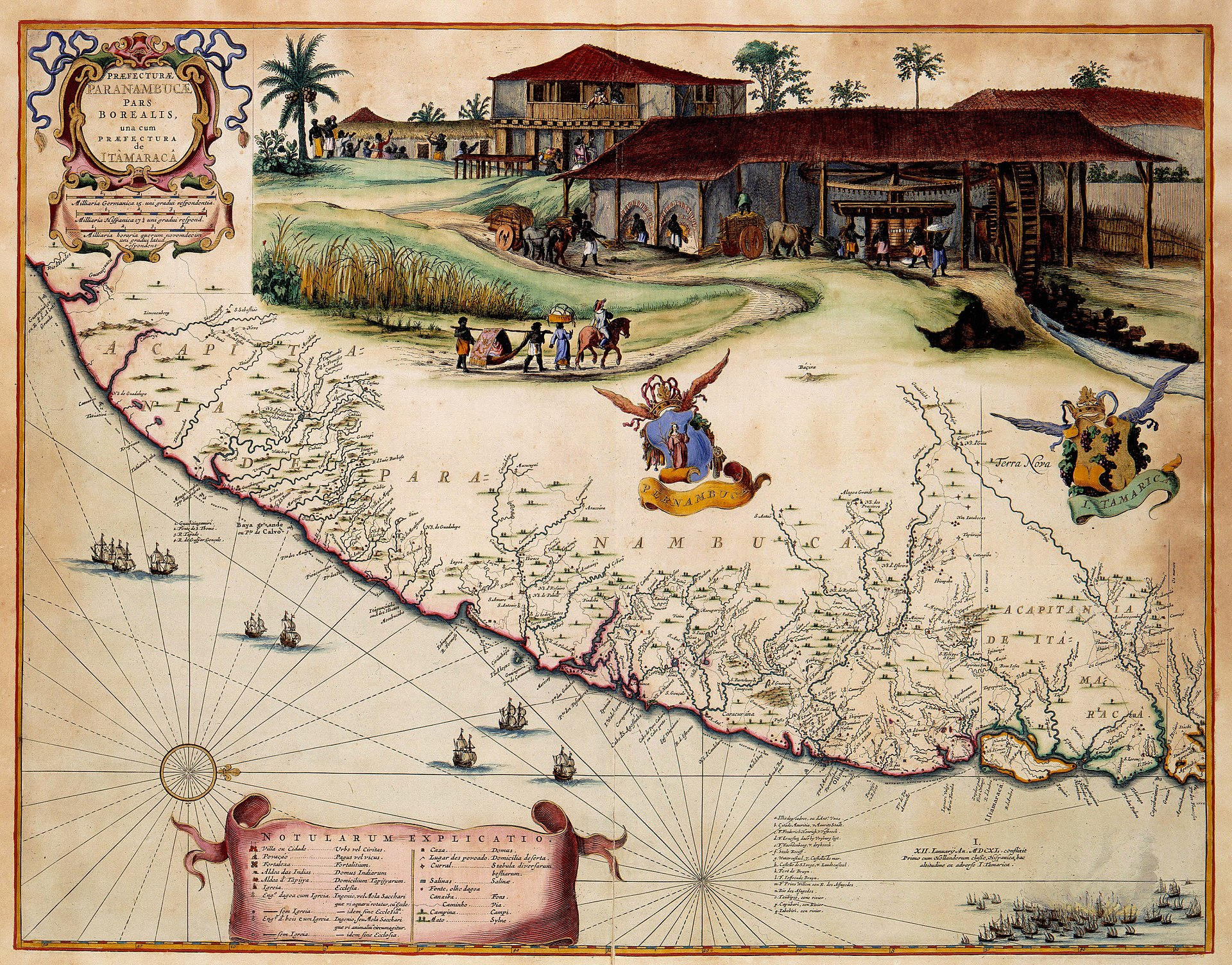
Moulin à sucre sur l'île d'Itamaracá à Pernambuco, par Frans Post.

La première génération de colons portugais au Brésil appréciait la bagaceira et le porto portugais. Comme la nourriture, la majeure partie de la boisson était importée de la métropole portugaise. Dans de telles circonstances, du vin de canne à sucre a été découvert dans certaines sucreries, qui est le résultat de la fermentation du jus de canne à sucre, ainsi que des sous-produits de la production de sucre, tels que la mousse et la mélasse mélangés à de l'eau. C'est une boisson "propre", comparée au cauim - vin produit par les Indiens, que chacun crache dans un immense pot en terre cuite pour faire fermenter le manioc. Les propriétaires des plantations commencèrent à servir le bouillon, appelé cagaça, aux esclaves. En 1584, le Mémorial de Gabriel Soares de Sousa fait référence aux « huit maisons de miellerie » de Bahia. Du milieu du XVIe au milieu du XVIIe siècle, les « maisons de cuisine au miel » se multiplient. Initialement, « maison de cuisson du miel » était le nom donné aux moulins à sucre et, plus tard, il a également été appliqué aux alambics produisant de la cachaça. En 1637, le naturaliste allemand George Marcgraf, de l'entourage du comte Maurício de Nassau, emporta à Pernambouc la première chaudière pour la production de mélasse de canne à sucre.
Les premières mentions historiques de la cachaça coïncident avec le rhum dans les possessions anglaises des Amériques, le brandy caña en Espagne et le tafia en France. Autrement dit, la cachaça, le rhum, l'aguardiente de caña et le tafia ont tous été créés à partir des mêmes sous-produits de la production de sucre : la mélasse et les mousses. La cachaça devient monnaie d'achat d'esclaves en Afrique. Certaines usines ont commencé à diviser la production entre le sucre et la cachaça. La découverte de l'or dans le Minas Gerais amène une importante population de migrants, venus de tous les coins du pays, qui construisent des villes sur les montagnes froides de la Serra do Espinhaço. La cachaça adoucit la température.
Agacée par la baisse du commerce de la canne à sucre et du vin portugais dans la colonie et alléguant que la boisson brésilienne était préjudiciable à l'extraction de l'or des mines, la Cour en interdit, à partir de 1635, à plusieurs reprises, la production, la vente et même la consommation. de la liqueur. Sans résultat, la Métropole portugaise a décidé de taxer le distillat. En 1756, l'eau-de-vie de canne à sucre était l'un des genres qui contribuaient le plus avec des impôts destinés à la reconstruction de Lisbonne, détruite lors du grand tremblement de terre de 1755. pour maintenir les facultés de la Cour.
Au fil du temps, les techniques de production s'améliorent. La cachaça est appréciée de tous. Il est consommé lors des banquets du palais et mélangé avec du gingembre et d'autres ingrédients, lors des fêtes religieuses portugaises - le célèbre quentão. En raison de sa faible valeur et de son association avec les classes inférieures (d’abord les esclaves, puis les pauvres et les misérables), la cachaça a toujours eu une aura marginale. Cependant, au cours des dernières décennies, sa reconnaissance internationale a contribué à diluer le taux de rejet des Brésiliens eux-mêmes, élevant le statut de boisson chic et raffinée, digne des palais les plus exigeants.
Le nombre total de producteurs de cachaça en 2011 a atteint 40 000 au Brésil, dont seulement 5 000 environ (12%) étaient dûment enregistrés. Parce qu'il s'agit d'une boisson populaire qui accompagne le peuple brésilien depuis des siècles, elle est connue par de nombreux synonymes. Il en existe plus de 2 000, cachaça étant sans aucun doute le mot avec le plus de synonymes en portugais et peut-être dans n'importe quelle autre langue.
Actuellement, plusieurs marques de bonne qualité figurent dans le commerce national et international et sont présentes dans les meilleurs restaurants et caves du Brésil et du monde.

## Variétés
Une cachaça doit titrer entre 38% à 48% de volume d’alcool, tandis que la cachaça arrangée est moins puissante, entre 33% à 40%. Tout ce qui dépasse 48% s’appelle “aguardente de cana“.
Les variétés sur le marché sont : cachaça blanche, cachaça ambrée (cachaça vieillie en fûts) et cachaça arrangée.
La cachaça blanche est le liquide transparent qui sort de l’alambic après distillation et qui est mise en bouteille seulement après au moins 6 mois de repos en cuve en acier inoxydable.
La cachaça ambrée (cachaça gold) est vieillie en fûts pour une durée minimale d’un an et peut être vieillie dans plus de 30 types de bois différents..
La cachaça arrangée est une boisson qui a subi l’ajout d’ingrédients 100% naturels, à base d’épices, de fruits et/ou de plantes exotiques pour répondre à la demande de certains clients.

## Types
La cachaça artisanale doit provenir exclusivement du cœur de chauffe (la plus noble partie de la distillation). Plus la distillation est lente, meilleure est la cachaça artisanale. Dans une cachaça artisanale il faut obligatoirement retrouver l’arôme et la saveur de la canne à sucre. Les deux autres parties de la distillation, queue et tête, sont utilisées dans la production d’éthanol (alcool-carburant), de gel hydroalcoolique, etc.
La cachaça industrielle est principalement distillée dans des alambics à colonne où tout est utilisé et devient cachaça et où de l’eau peut être ajoutée. Cette méthode donne la possibilité de laisser passer des composés indésirables affectant directement la qualité finale du produit notamment l’arôme et le goût qui dans ce cas valoriseront davantage l’alcool.

## Cocktails

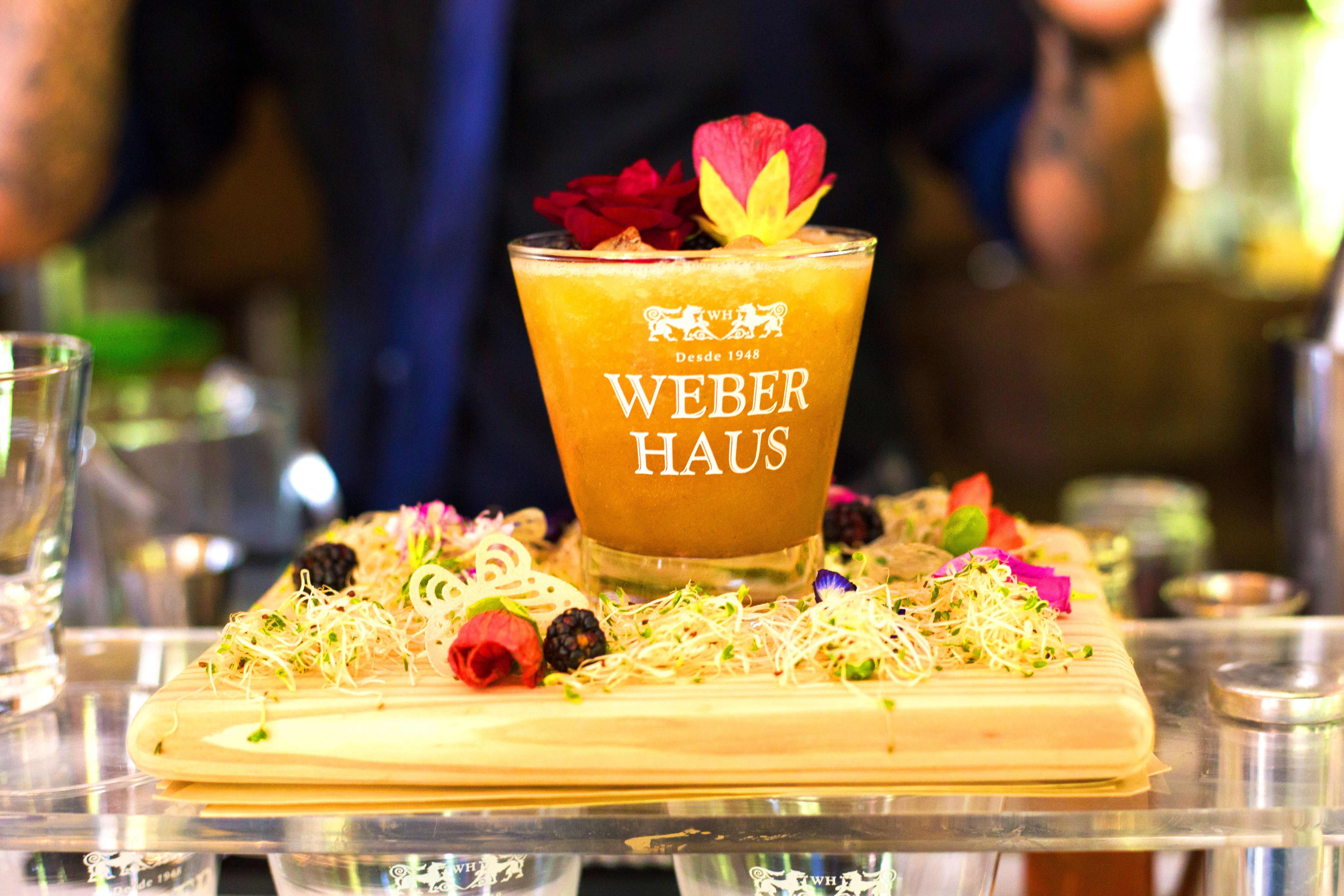
Cocktail caïpirinha passion.

La cachaça est l'ingrédient de base du cocktail caïpirinha, Rabo de Galo et des batidas qui font appel à différents fruits ou jus (orange, lait de coco, fraise, ananas, goyave, mangue, fruit de la passion...).

### La caïpirinha
Peut-être le symbole officieux le plus emblématique de la culture et de l’identité brésilienne en matière de boisson alcoolisée, comment ne pouvait-on pas parler de la caïpirinha en été ? 
Tout comme la Cachaça (boisson alcoolisée brésilienne obtenue par fermentation puis distillation du vesou, l’extrait de la canne à sucre récolté en moins de 24 heures), cette appellation est juridiquement encadrée et définie par la législation brésilienne précisément par le décret n°6.871, chapitre n°7, section n°6, article n°68, paragraphe n°5 qui définit la caïpirinha comme : « Une boisson à base de cachaça, de citron, et de sucre et dont le titrage en alcool est compris entre 15 et 36° » C’est d’ailleurs l’unique boisson brésilienne qui fait partie de la liste internationale de l'association internationale des barmen. 

### Mais la caïpirinha, ça sort d’où?
On retient historiquement deux versions quant à l’apparition de la caïpirinha ; sachant qu’aucune certitude historique ne permet de précisément définir son origine. 
La première version de l’histoire voudrait que la caïpirinha soit apparue en 1918 à São Paulo comme un outil de médecine alternative afin de lutter contre la propagation de la maladie de la grippe espagnole. Le médicament originel serait composé de cachaça, de citron, de miel et d’ail. Dans une seconde version, l’histoire voudrait que la caïpirinha ait fait son apparition dans la ville de Paraty dans l’état de Rio de Janeiro ; elle aussi comme une alternative de la médecine afin de traiter les symptômes du choléra. On trouve d’ailleurs une lettre de 1856, d’un ingénieur civil (João Pinto Gomes) qui rapporte une expérience avec comme traitement une recette de caïpirinha.

### Un cocktail traditionnel
Sans qu’on ne puisse douter de l’origine brésilienne de la caïpirinha, il est intéressant de noter que, malgré tout, malheureusement elle ne dispose pas de la notoriété et de la caisse de résonance qui devrait être la sienne.
Les publicitaires et les agences marketing ont depuis pris conscience de cette position. Nous pouvons voir apparaître des campagnes publicitaires qui viennent défendre l’aspect traditionnel de la caïpirinha face aux multiples variations, car la "caïpi" doit contenir de la cachaça, en format blanche ou ambrée, selon la préférence de chacun.
Ce grand retour au classique s’illustre comme une tendance ces dernières années, avec la première édition du festival de la caïpirinha, à Bahia, au Brésil, en 2017 et qui visait à promouvoir ce cocktail comme un emblème culturel à part entière. 

## Législation au Brésil
Selon le décret 4 851 de 2003, l'article 92 dit ce qui suit à propos de la cachaça:
"Cachaça est la dénomination typique et exclusive de l'eau-de-vie de canne à sucre produite au Brésil, avec un titre alcoométrique de 38 à 48% en volume, à 20°C), obtenue par la distillation de moût de canne à sucre fermenté aux caractéristiques sensorielles particulières, avec l'ajout de sucres jusqu'à six grammes par litre, exprimés en saccharose."
Le texte réglementaire de base émis par le gouvernement brésilien pour discipliner la production et la vente de cachaça au Brésil est l'Instruction normative n° IN nº 13/2005, comme on l'appelle, «Approuve le règlement technique pour l'établissement de normes d'identité et de qualité pour la canne à sucre». Aguardente de canne et Cachaça". Selon ce règlement technique :

« Cachaça "est le nom typique et exclusif de Aguardente (l'eau-de-vie) de canne à sucre produite au Brésil, avec un titre alcoométrique de 38% vol. (trente-huit pour cent en volume) à 48% vol. (quarante-huit pour cent en volume) à 20°C (vingt degrés Celsius), obtenu par distillation du moût fermenté de jus de canne à sucre aux caractéristiques sensorielles particulières, avec possibilité d'ajouter des sucres jusqu'à 6 g/l (six grammes par litre), exprimés en saccharose" »

.

« Aguardente de canne "est la boisson titrant entre 38% vol. (trente-huit pour cent en volume) et 54% vol. (cinquante-quatre pour cent en volume) à 20°C (vingt degrés Celsius), obtenue à partir de le distillat alcoolique simple de canne à sucre ou par distillation du moût fermenté du jus de canne à sucre, additionné de sucre à hauteur de 6 g/l (six grammes par litre), exprimé en saccharose". »

## Journée nationale de la cachaça
En juin 2009, lors de la 12e Expocachaça, l'Instituto Brasileiro da Cachaça (IBRAC) a officialisé le 13 septembre comme Journée nationale de la cachaça au Brésil. Une sorte d'hommage aussi à la Revolta da Cachaça, un épisode qui s'est déroulé à Rio de Janeiro, motivé par l'augmentation des taxes excessives imposées aux fabricants de "Aguardente". On l'appelle aussi Révolte de Barbalho ou Bernarda.

## Description
La cachaça, ingrédient principal du célèbre cocktail brésilien caïpirinha, après des décennies de dévaluation, est aujourd'hui une boisson reconnue internationalement et gagne de plus en plus de place en France dans sa version cachaça artisanale ou cachaça d'alambic. Le distillat de canne à sucre revêt une importance économique, sociale et culturelle pour le pays et présente un potentiel attractif pour les touristes intéressés à découvrir les saveurs authentiquement brésiliennes.
Cependant, la cachaça n'a pas toujours partagé ce prestige. Pendant des décennies, l'élite du café du XIXe siècle, avec des habitudes associées aux valeurs de raffinement venues d'Europe, a catégorisé la boisson comme une boisson de mauvaise qualité, liée à la consommation des classes les moins privilégiées. Au début du XXe siècle, le distillat a connu un processus de valorisation lorsque la Semaine de l'art moderne a sauvé les caractéristiques et les symboles nationalistes.
Une autre initiative qui a contribué à sa reconnaissance est le décret n° 4072/2002 qui réglemente la loi n° 8918/1994. Le texte protège la propriété du nom de cachaça en tant qu'eau-de-vie de canne à sucre, typique et exclusivement produite au Brésil. La boisson a également suscité l'intérêt de l'académie pour le développement des études, favorisant progressivement la spécialisation professionnelle de ceux qui travaillent dans le secteur.
Actuellement, les données de l'Instituto Brasileiro da Cachaça (Ibrac) indiquent que le distillat est le deuxième le plus consommé dans le pays et le troisième au monde. La capacité de production installée aujourd’hui, aux frontières nationales, est de 1,2 milliard de litres par an. Il existe environ 4 000 marques et plus de 600 000 emplois générés directement et indirectement.
Et la boisson si connue des Brésiliens a tout pour gagner encore plus de place au Brésil et à l’étranger. Depuis le récent accord entre le Mercosur et l’Union européenne n’autorise la commercialisation d’aucune autre boisson sous le nom de cachaça.
Pendant longtemps, son goût saisissant et sa forte teneur en alcool, qui peut varier entre 38 et 48 %, ont empêché les amateurs de boissons de ressentir les sensations d'une bonne cachaça. Mais aujourd’hui, c’est la deuxième boisson la plus vendue au Brésil.

Pour la production le vesou est distillé entre 38° et 48°, contrairement au rhum agricole qui lui titre 65-75° à la sortie de l'alambic avant d'être ramené aux degrés souhaités (50° ou 55° ou 59° généralement s'agissant des rhums antillais) par adjonction d'eau de source. La cachaça peut être embouteillée immédiatement ou après quelques mois en cuves inox ou surtout en fûts. Par ailleurs, à l'instar des rhums vieux, on trouve maintenant en France des cachaças vieillies en fûts (Cachaça Artisanale Weber Haus, Pitú Gold, Ypióca Ouro, ...). Contrairement à la plupart des spiritueux, ce n'est pas que le chêne qui sert à la fabrication de ces fûts, mais pas moins de 40 essences locales :  amburana, jequitibá, ipê, lapacho, tapinhoã, baumier, amendoim, amarelo, angico, cedro, jaccarandá, araribà, canela sasafrás, grápia..., bois qui confèrent couleurs et arômes caractéristiques à cette cachaça qu'on appelle «La cachaça gold », «La cachaça ambrée », «La cachaças vieillie ».

## Production et marché
D'après l'Institut brésilien de la Cachaça (Instituto Brasileiro da Cachaça, IBRAC), le Brésil compte avec une installation pour la production annuelle de 1,2 milliard de litres, mais seulement 800 millions seraient effectivement produits. Environ 1 500 producteurs proposent de l'ordre de 4 000 marques de cachaça. Cependant, les derniers recensements révèlent l'existence de près de 15 000 petits producteurs non enregistrés, soit 85 % du total.
En 2018, 8,41 millions de litres de cachaça furent exportés vers 77 pays, soit environ le 1 % du total produit.

## Différence avec le rhum
Contrairement au rhum traditionnel dont le vesou est chauffé, la cachaça est élaborée à partir de jus de canne frais, en plus de la levure. La cuisson ou non de ces jus aboutit à deux distillats aux compositions chimiques différentes ce qui influe sur le goût du produit obtenu. Dans le cas du rhum traditionnel, les substances présentes dans le moût de la canne à sucre, tels que esters et aldéhydes sont altérés à la cuisson ce qui n'est pas le cas pour la cachaça qui est davantage lié à la matière première de base, la canne à sucre dans sa version blanche et avec des notes encore plus complexes lorsqu'il est soumis au vieillissement en fûts de bois. Les deux alcools ont ainsi des qualités gustatives différentes, parce qu'en plus de tout ça on a aussi la question du terroir de chaque pays et ses régions.
Notes et références
1. ↑  M. P. Henrichs, Archives du commerce et de l'industrie agricole et manufacturière, vol. 28, Imprimerie de Bruneau, 1841 (lire en ligne), p.524.
2. ↑  Alexandrine Brami, La cachaça, l’alcool venu tout droit du Brésil, My Little Brasil, 13 décembre 2013
3. 1 2  « RHUM ET CACHACA - Du pareil au même ? », sur lepetitjournal.com (archives) (consulté le 30 janvier 2022).
4. ↑  Du Rhum et des rums, rhum-agricole.net
5. 1 2  (pt) IBRAC, « Mercado interno », sur ibrac.net (archives), 6 février 2019 (consulté le 30 janvier 2022).